# Robbie Burton
Robert Lee Burton (Gravesend, 26. prosinca 1999.) velški je nogometaš koji igra na poziciji veznog. Trenutačno je bez kluba.

## Klupska karijera

### Mlađi uzrasti
Burton je svoju karijeru započeo u Teviot Rangersu iz kojeg je potpisao za Arsenal sa šest godina. U sezoni 2019./20. postaje kapetanom Arsenala do 23 godine.

### Dinamo Zagreb
U veljači 2020. potpisuje za višestrukog prvaka Hrvatske, Dinamo Zagreb. Dinamo ga je odmah prebacio u drugu momčad koja se natječe u 2. HNL. Za drugu momčad Dinama skupio je dva nastupa i nakon toga ga trener Zoran Mamić priključuje prvoj momčadi. Dana 16. kolovoza 2020. godine, Burton je upisao prvi seniorski nastup za Dinamo u visokoj pobjedi (6:0) nad Lokomotivom. Prvi europski nastup upisao je 5. studenoga 2020. godine, protiv Wolfsberga u Europskoj ligi.

### Istra 1961 (posudba)
Dana 21. kolovoza 2021. posuđen je Istri 1961.

### Sligo Rovers (posudba)
Dana 29. srpnja 2022. posuđen je irskom prvoligaškom klubu Sligo Rovers. Za novi klub debitirao je 31. srpnja kada je Sligo Rovers izgubio 1:2 u produžetcima utakmice FAI kupa protiv Wexforda.
Burton je raskinuo ugovor s Dinamom 10. siječnja 2023.

## Reprezentativna karijera
Burton je nastupao za selekcije Walesa do 15, 17, 19 i 21 godinu.

## Statistika

### Klupska
ažurirano: 12. svibnja 2021.
- Nas. = nastupi; Gol. = golovi

| Klub              | Sezona            | Liga              | Liga | Liga | Kup  | Kup  | Europa | Europa | Ostalo | Ostalo | Ukupno | Ukupno |
| Klub              | Sezona            | Divizija          | Nas. | Gol. | Nas. | Gol. | Nas.   | Gol.   | Nas.   | Gol.   | Nas.   | Gol.   |
| ----------------- | ----------------- | ----------------- | ---- | ---- | ---- | ---- | ------ | ------ | ------ | ------ | ------ | ------ |
| Dinamo Zagreb II  | 2019./20.         | 2. HNL            | 2    | 0    | –    | –    | –      | –      | –      | –      | 2      | 0      |
| Dinamo Zagreb II  | 2020./21.         | 2. HNL            | 4    | 0    | –    | –    | –      | –      | –      | –      | 4      | 0      |
| Dinamo Zagreb II  | Ukupno            | Ukupno            | 6    | 0    | 0    | 0    | 0      | 0      | 0      | 0      | 6      | 0      |
| Dinamo Zagreb     | 2020./21.         | 1. HNL            | 14   | 0    | 2    | 0    | 2      | 0      | –      | –      | 18     | 0      |
| Dinamo Zagreb     | Ukupno            | Ukupno            | 14   | 0    | 2    | 0    | 2      | 0      | 0      | 0      | 18     | 0      |
| Ukupno u karijeri | Ukupno u karijeri | Ukupno u karijeri | 20   | 0    | 2    | 0    | 2      | 0      | 0      | 0      | 24     | 0      |

## Priznanja

### Klupska
Dinamo Zagreb
- 1. HNL (1): 2020./21.
- Hrvatski nogometni kup (1): 2020./21.

## Vanjske poveznice
- Profil, Soccerway
- Profil, Transfermarkt